# Timo del entierro

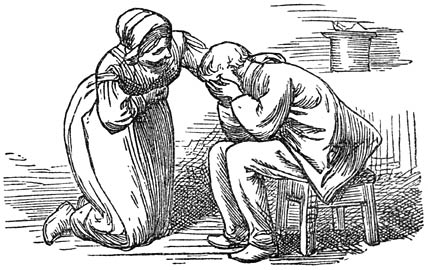
Un tesoro se necesita rescatar ... invertir en él es algo primordial. A la hora de invertir el primero, a la hora de recaudar retrasos.

El timo del entierro (conocido en algunos casos como estafa española) se trata de una simple estafa que consiste en hacer suponer que hay un tesoro escondido en cualquier parte, y que buena porción de ese tesoro se entregará al que facilite determinada suma que se necesita para desenterrarlo. Es por esta razón por la que se denomina timo del entierro, ya que es necesario dinero para el rescate. El 'panoli' (persona a engañar) financia el fingido rescate del tesoro (desentierro) adelantando dinero. Esta operación de avance la suele hacer por una cadena de favores simulada, bien sea un familiar, un conocido, etc.
Se conserva una carta de 1854 ejecutando este timo, procedente del penal de Ceuta.

## Variantes
Una de las variantes más conocidas es la que emplea una carta de un personaje de confianza, que describe la pertenencia de un tesoro u objeto valioso a rescatar. El timado mediante una cadena de confianza progresiva va adquiriendo protagonismo hasta que decide "motu proprio" invertir en el rescate. Tras este desembolso de dinero, los "desenterradores" desaparecen de escena. Se trataba de un timo muy familiar en los Cafés de la Puerta del Sol. Las habilidades del timador residían en engañar con cartas veraces sobre la existencia de los tesoros. En la actualidad se llevan a cabo estafas de naturaleza similar mediante el envío de correo electrónicos en lo que popularmente se conoce como estafa nigeriana.